# Juan Crisóstomo Centurión
Juan Crisóstomo Centurión (Itauguá, 27 gennaio 1840 – Asunción, 12 marzo 1909) è stato un giornalista, educatore, diplomatico, politico e militare paraguaiano.

## Biografia

### Infanzia ed istruzione
Era figlio di Don Francisco Antonio Pérez de Centurión e di Rosalía Martínez y Rodas. Imparò a leggere e scrivere nella modesta scuola della compagnia di Cañadita. Fu in seguito alunno del maestro Quintana ad Asunción e anni più tardi nella Scuola di Matematica di Pedro Dupuy.
Successivamente studiò con Ildefonso Bermejo, pagato dal governo paraguaiano per operare come educatore e giornalista.
Juan Crisóstomo fu scelto per studiare nella Facoltà di Filosofia, istituzione diretta dallo stesso presidente Carlos Antonio López, che valutava personalmente il rendimento di ogni studente.
Nel 1858 fu incluso, per decisione di López, nell'elenco di borsisti da inviare in Europa.
In Inghilterra frequentò lezioni di letteratura francese e inglese e di lingua tedesca. Dedicò il suo tempo alla conoscenza del diritto internazionale pubblico e privato nel King's College dell'Università di Londra.
Centurión acquisì una notevole preparazione intellettuale. La condizione culturale e la visione personale delle circostanze gli permisero di registrare un'attestazione di indubbio valore per l'interpretazione della storia paraguaiana.

### La Guerra della Triplice alleanza
Lo scoppio della guerra della triplice alleanza interruppe la carriera promettente di Centurión. Nel 1863 fu richiamato in Paraguay sotto gli ordini del presidente Francisco Solano López.
Fu segretario della Cancelleria e traduttore ufficiale, incarico che mantenne durante il corso della guerra. È facile dedurre l'importanza per il governo della collaborazione di un individuo con tali requisiti.
Ricevette la Stella di Cavaliere dell'Ordine Nazionale al Merito nel 1866. In contemporanea con le sue responsabilità, gli fu affidata la creazione di una scuola, dove insegnò geografia, lingue e spagnolo. Ha anche collaborato alla redazione di articoli per il giornale di guerra El Cabichu-í.
Verso la fine della guerra (1869) Juan Crisóstomo raggiunse il grado di colonnello dell'esercito paraguaiano. Fu in disaccordo con i suoi colleghi del Comando Operazioni e rischiò di essere sottoposto alla Corte marziale. Il presidente López decise di mantenerlo al suo fianco.
Il massacro di Cerro Corá, il 1º marzo 1870, segnò la fine della tragedia. López morì e i leader sopravvissuti furono imprigionati. Centurión, ferito al volto di un proiettile, accompagnò le truppe al porto di Villa Concepción. Da qui fu imbarcato con altri alti ufficiali e tradotto a Rio de Janeiro come prigioniero di guerra.

### Il dopoguerra
Dal Brasile poté trasferirsi in Francia. A Parigi stabilì una relazione con Concepción de Zayas y Echavarría, affermata pianista originaria di Cuba. Centurión racconta, nelle sue memorie, di essere stato negli Stati Uniti d'America, a Cuba e in Giamaica, prima di intraprendere il ritorno nella sua patria nel 1878.
S'inserì subito nella vita giornalistica collaborando con La Reforma e La Democracia, nel difficile compito della ricostruzione nazionale.
Lavorò come avvocato e fu membro del Tribunale Superiore di Giustizia e Procuratore generale dello Stato. Prese parte attiva alla vita politica figurando tra i firmatari dei verbali di fondazione dell'Associazione Nazionale Repubblicana. Il presidente Patricio Escobar lo nominò Ministro degli Esteri ed in tale funzione gli toccò intervenire nelle prime dispute diplomatiche sulla questione del Chaco.
Nel 1890 fu designato ministro plenipotenziario davanti ai governi di Inghilterra, Francia e Spagna.
Nel 1895 divenne senatore e membro della commissione di studi sulla frontiera con la Bolivia.
Scrisse le sue Memorie o Reminiscenze storiche sulla Guerra del Paraguay, meticolosa descrizione testimoniale degli avvenimenti più significativi della Guerra contro la Triplice Alleanza. Fu fondatore dell'Istituto Paraguaiano.